# USRobotics
USRobotics es una compañía norteamericana de desarrollo y fabricación de hardware para el área de comunicación. Se especializa en la fabricación de módems, equipos para VoIP y wireless.

## Historia

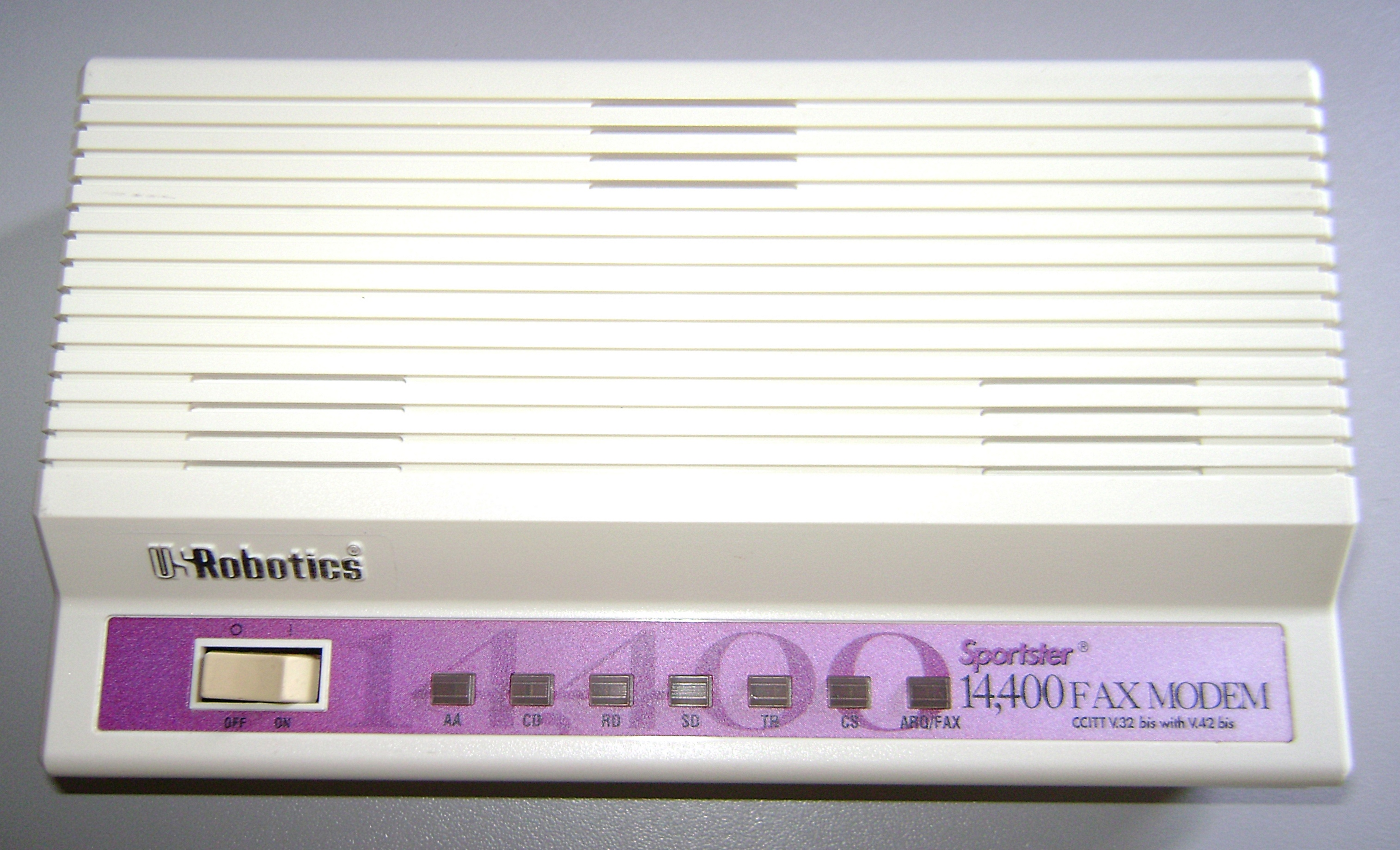
Un fax módem antiguo, de 14.400 bps, de USRobotics (1994).

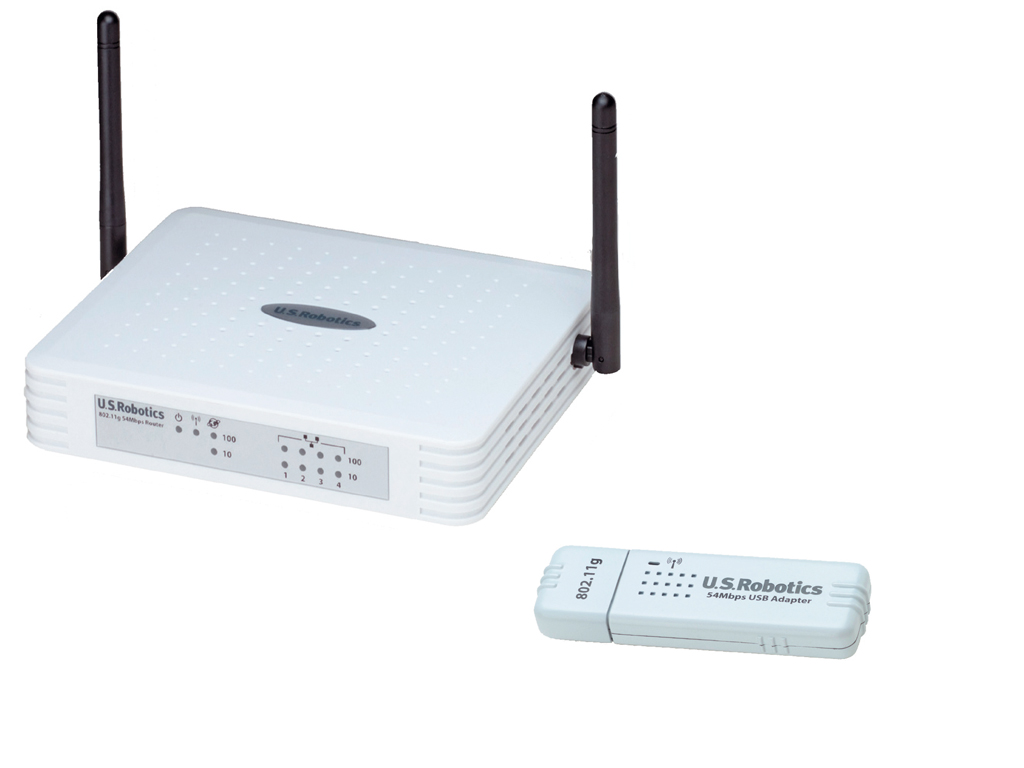
Router de USRobotics.

USR fue fundada en 1976 en Chicago, Illinois (y posteriormente se trasladó a Skokie, Illinois), por un grupo de empresarios, incluido Casey Cowell, que actuó como CEO en la mayor parte de la historia de la empresa y Paul Collard, que creó módems a mediados de la década de 1980. El nombre de la empresa es una referencia a la ficción de Isaac Asimov, que se acredita como el inventor del término robótica. Las historias de robots de Asimov presentaron una empresa ficticia llamada U.S. Robots and Mechanical Men. Cowell afirmó, en una convención popular de BBS, que ellos llamaron a la empresa en homenaje a Asimov y porque en sus obras de ciencia ficción, la U.S. Robots acabó convirtiéndose en "la mayor empresa del universo".
- Datos: Q1700277
- Multimedia: U.S. Robotics / Q1700277